# Acer lanceolatum
Acer lanceolatum é uma espécie de árvore do gênero Acer, pertencente à família Aceraceae.